# Solenopsis dalli
Solenopsis dalli é uma espécie de formiga do gênero Solenopsis, pertencente à subfamília Myrmicinae.